# Плоть і кров
Плоть і кров (англ. Flesh and Blood) — пригодницький фільм 1985 року.

## Сюжет
1501 рік. Вся Європа охоплена кровопролитними війнами, у містах лютує чума. Армія найманих воїнів під керівництвом Мартіна погоджується повернути назад замок знатного шляхтича Арнолфіні, який пообіцяв щедру плату: віддати на добу захоплене місто для розграбування. Але після того, як бій було завершено, Арнолфіні обманює найманців: він роззброює їх і виганяє з міста. Мартін зі своїми товаришами вирішують помститися шляхтичу і нападають на караван, який веде його син Стівен і захоплюють у полон його наречену Агнес. Агнес стає подругою Мартіна, який вирішує вести своїх воїнів на штурм фортеці. Сховавшись в покинутому після епідемії чуми замку вони вступають в нерівну битву з армією барона.

## У ролях
| Актор                | Роль              |
| -------------------- | ----------------- |
| Рутгер Гауер         | Мартін            |
| Дженніфер Джейсон Лі | Агнес             |
| Том Бьорлінсон       | Стівен            |
| Джек Томпсон         | Хоквуд            |
| Фернандо Ільбек      | Арнолфіні         |
| Сьюзен Тіррел        | Селін             |
| Рональд Лейсі        | кардинал          |
| Брайон Джеймс        | Карстанс          |
| Джон Денніс Джонстон | Саммер            |
| Симон Андреу         | Міель             |
| Бруно Кірбі          | Орбек             |
| Кітті Курбуа         | Анна              |
| Маріна Саура         | Поллі             |
| Ганс Верман          | отець Джордж      |
| Джейк Вуд            | Маленький Джон    |
| Гектор Альтеріо      | Нікколо           |
| Бланка Марсільяч     | Клара             |
| Ненсі Картрайт       | Кетлін            |
| Хорхе Боссо          | Стерз             |
| Маріо Де Баррос      | Герман            |
| Іда Бонс             | Ролі Полі         |
| Хайме Сегура         | лорд замку        |
| Беттіна Бреннер      | леді замку        |
| Шіван Хейс           | дитя замку        |
| Сьюзен Бересфорд     | жінка             |
| Моніка Луччетті      | без'язика дівчина |
| Енн Локхарт          | дружина           |